# 유럽의 상징

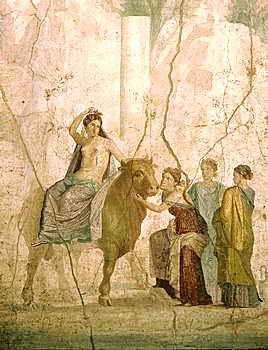

유럽 전체 또는 유럽 연합을 지역 통합체로서 상징하는 물건이나 개념은 과거부터 여러가지가 있지만, 그 중에서도 잘 알려진 것은 1950년대부터 1960년대에 유럽 평의회가 채택한 것이다.

## 같이 보기
- CE 마크
- 카롤루스 대제상
- 유럽 연합의 창립자